# 灰土警部の事件簿 人喰山
『灰土警部の事件簿 人喰山』（はいどけいぶのじけんぼ ひとくいやま）は、2009年8月8日に公開された、にいやなおゆき 監督による映画作品。28分、モノクロ、画面比率 1:1.37。

## あらすじ
残虐な連続殺人事件の、現場検証にやってきた灰土警部一行。しかし、そこは「人喰山」と呼ばれる阿鼻叫喚酒池肉林の恐怖地帯であった。血も涙もない灰土警部が、麓の村で出会った薄幸の美少女ハルコとのふれあいによって赤子のような心を取り戻すまでの物語。

## スタッフ
- 作・画・弁士 - にいやなおゆき
- 音響演出 - 光地拓郎
- 三味線 - 角田剛士
- 歌 - 倉重哲二（鉄人）
- デジタルアドバイザー - 近藤聖治
- 特殊キャラ設定 - ハルコネン
- 機材協力 - 新里勝也
- 翻訳 - 鈴木紀子
- 字幕 - 北岡稔美

## 手法
監督自身の筆によって描かれた水墨画の静止画像を、カメラワークとモンタージュにより、物語映画として構成した、全編モノクローム画面の映像作品である。使用編集ソフトはeMac付属のiMovie HD。監督自身は「紙芝居アニメ」と称している。 

## 国内での公開
- ゆうばり国際ファンタスティック映画祭2010年参加作品。
- 国立映画アーカイブ上映企画「逝ける映画人を偲んで 2021-2022」

## 国外での公開
- ドイツ - Nippon Connection 2010[4]（2010年4月）[5]
- イギリス - Zipangu Fest 2010[6]（2010年11月26日）[7]
  - Independent Film Festival
  - Electric Sheep
  - flatpackfestival
  - The Lost Picture Show
- イングランド - Encounters Short Film and Animation Festival[8]
- スウェーデン - PANORA AltCom 2010[9]
- 中国 - 北京獨立電影展（2010年10月5日）[10]
- カナダ - Shinsedai Cinema Festival
- エストニア - EVA: Aasia sõltumatute filmide festival
- 韓国 - 6th Cinema Digital Seoul_Film Festival（2012年8月1日）[11]
- フィンランド - Helsinki Cine Aasia